# Xã Elk River West, Quận McDonald, Missouri
Xã Elk River West (tiếng Anh: Elk River West Township) là một xã thuộc quận McDonald, tiểu bang Missouri, Hoa Kỳ. Năm 2010, dân số của xã này là 1.982 người.